# Liiva-Putla
Koordinaten: 58° 23′ N, 22° 39′ O

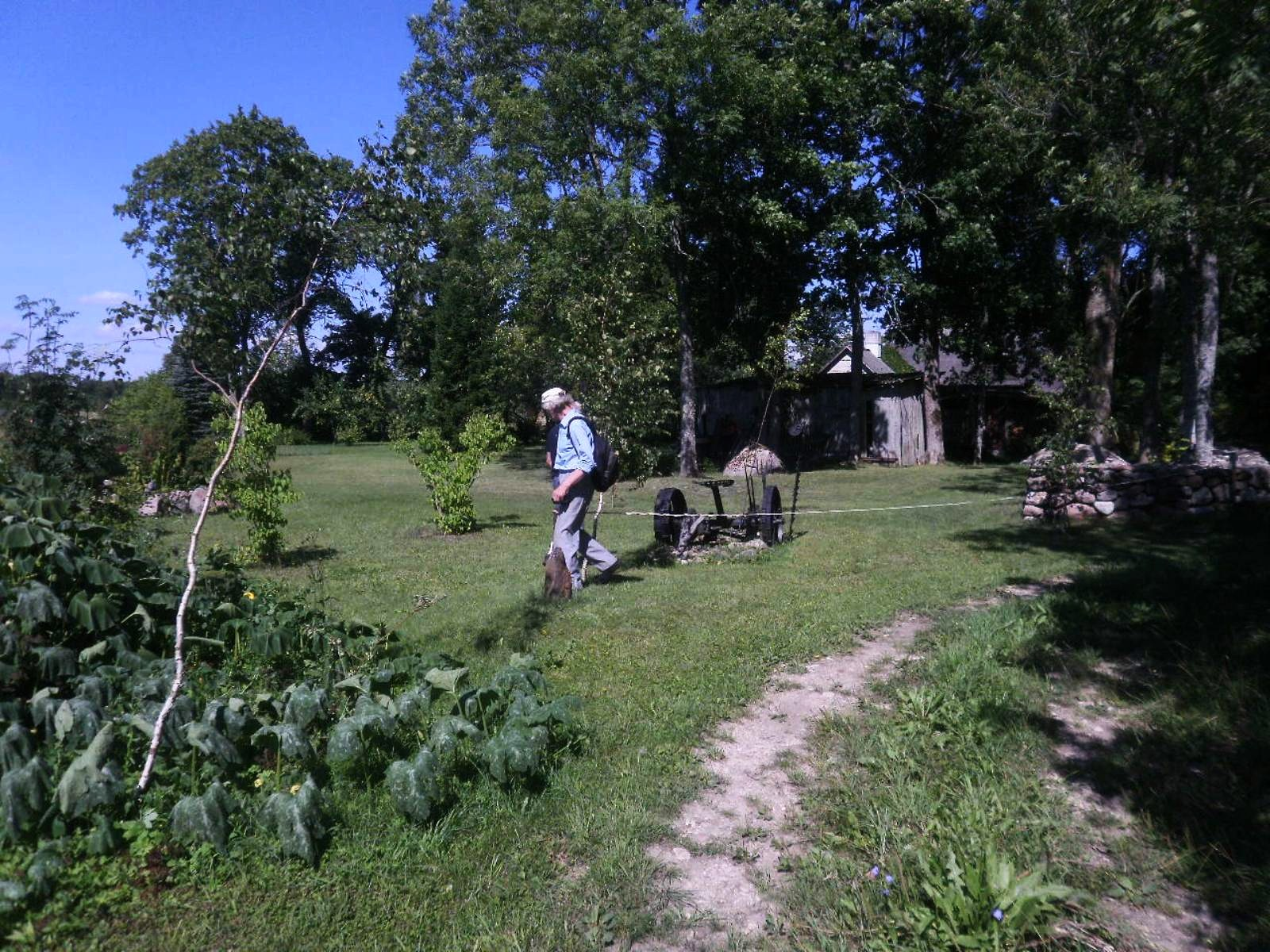
Dorfansicht

Liiva-Putla ist ein Dorf (estnisch küla) auf der größten estnischen Insel Saaremaa. Es gehört zur Landgemeinde Saaremaa (bis 2017: Landgemeinde Pihtla) im Kreis Saare.
Das Dorf hat fünfzehn Einwohner (Stand 31. Dezember 2011).

## Lage
Das Dorf liegt nordwestlich der Kaali-Meteoritenkrater.